# 10 cm Kanone 04
A 10 cm Kanone 04 (rövidítve 10 cm K. 04 vagy 10 cm K 04, magyarul 10 cm-es tábori löveg 04) egy német gyártmányú tábori löveg volt, melyet az első világháború alatt alkalmaztak. A új löveget a 10 cm Kanone 99 és a Lang 15 cm Kanone 92 leváltására szánták. A szabvány változatot nem látták el lövegpajzzsal, de a 10 cm Kanone 04/12 löveg már rendelkezett egy speciális lövegpajzzsal és más kisebb módosítással. A háború kitörésekor mindössze 32 darab állt hadrendben.
A löveget hat lóval lehetett vontatni, vagy két részre is lehetett bontani az egyenetlenebb terepen történő szállításhoz. A fegyver egyik jellegzetessége a függőlegesen mozgó csúszó lövegzár. Súlya szállítás közben 3509 kg, bevetés közben 2800 kg.

## Fordítás
- Ez a szócikk részben vagy egészben  a(z)   10 cm K 04 című angol Wikipédia-szócikk ezen változatának fordításán alapul.  Az eredeti cikk szerkesztőit annak laptörténete sorolja fel. Ez a jelzés csupán a megfogalmazás eredetét és a szerzői jogokat jelzi, nem szolgál a cikkben szereplő információk forrásmegjelöléseként.